# Gaspar de Quiroga
Gaspar de Quiroga y Vela (6. ledna 1512, Madrigal de las Altas Torres – 20. listopadu 1594, Madrid) byl španělský římskokatolický duchovní, teolog, generální inkvizitor Španělska, arcibiskup v Toledu.